# Gouvernement Laniel II
Pour les articles homonymes, voir Gouvernement Joseph Laniel.
Quatrième République
Gouvernement Joseph Laniel I Gouvernement Pierre Mendès France
Le second gouvernement Joseph Laniel a été le gouvernement de la France du 16 janvier 1954 au 12 juin 1954.

## Chronologie

### 1954
- 16 janvier :
  - Début de la Présidence de René Coty, (fin au 8 janvier 1959).
  - Fin du premier gouvernement Joseph Laniel.
  - Début du second gouvernement Joseph Laniel.
- 1er février : Lancement par l'abbé Pierre et les Compagnons d'Emmaüs de la campagne contre la misère.
- 4 avril : Laniel et Pleven sont conspués place de l'Étoile.
- 10 avril : Loi sur la TVA pour l'instauration de la TVA.
- 15 avril : Loi n° 54-439 du 15 avril 1954 sur le traitement des alcooliques dangereux pour autrui
- 7 mai : Défaite et capitulation française à Diên Biên Phu en Indochine.
- En mai, début de l'affaire des fuites (mai 1954-mai 1956).
- 12 juin : Chute du second gouvernement Joseph Laniel.
- 18 juin : Début du gouvernement Pierre Mendès France jusqu'au 5 mars 1955.

## Composition

### Président du Conseil
| Image | Fonction             |  | Nom           | Parti |
| ----- | -------------------- |  | ------------- | ----- |
|       | Président du Conseil |  | Joseph Laniel | CNIP  |

### Vice-président du Conseil
| Image | Fonction                  |  | Nom                  | Parti |
| ----- | ------------------------- |  | -------------------- | ----- |
|       | Vice-président du Conseil |  | Paul Reynaud         | CNIP  |
|       | Vice-président du Conseil |  | Henri Queuille       | RAD   |
|       | Vice-président du Conseil |  | Pierre-Henri Teitgen | MRP   |

### Ministres d'État
| Image | Fonction                                                |  | Nom                         | Parti |
| ----- | ------------------------------------------------------- |  | --------------------------- | ----- |
|       | Ministre d'État, chargé de la Réforme constitutionnelle |  | Edmond Barrachin            | CNIP  |
|       | Ministre d'État                                         |  | Édouard Corniglion-Molinier | RPF   |

### Ministres
| Image | Fonction                                                    |  | Nom                                           | Parti |
| ----- | ----------------------------------------------------------- |  | --------------------------------------------- | ----- |
|       | Ministre de la Justice                                      |  | Paul Ribeyre                                  | CNIP  |
|       | Ministres des Affaires étrangères                           |  | Georges Bidault                               | MRP   |
|       | Ministre de l'Intérieur                                     |  | Léon Martinaud-Déplat                         | RAD   |
|       | Ministre de la Défense nationale                            |  | René Pleven                                   | UDSR  |
|       | Ministre des Finances et des Affaires économiques           |  | Edgar Faure                                   | RAD   |
|       | Ministre de l'Éducation nationale                           |  | André Marie                                   | RAD   |
|       | Ministre des Travaux publics, des Transports et du Tourisme |  | Jacques Chastellain                           | CNIP  |
|       | Ministre de l'Industrie et du Commerce                      |  | Jean-Marie Louvel                             | MRP   |
|       | Ministre de l'Agriculture                                   |  | Roger Houdet                                  | CNIP  |
|       | Ministre de la France d'outre-mer                           |  | Louis Jacquinot                               | CNIP  |
|       | Ministre du Travail et de la Sécurité sociale               |  | Paul Bacon                                    | MRP   |
|       | Ministre de la Reconstruction et du Logement                |  | Maurice Lemaire                               | RPF   |
|       | Ministre des Anciens combattants et Victimes de guerre      |  | André Mutter                                  | CNIP  |
|       | Ministre de la Santé publique et de la Population           |  | Paul Coste-Floret                             | MRP   |
|       | Ministre des PTT                                            |  | Pierre Ferri                                  | CNIP  |
|       | Ministres chargé des Relations avec les Pays associés       |  | Édouard Frédéric-Dupont (du 3 au 9 juin 1954) | CNIP  |

### Secrétaires d'État
| Image | Fonction                                                |  | Nom                                              | Parti |
| ----- | ------------------------------------------------------- |  | ------------------------------------------------ | ----- |
|       | Secrétaire d'État à la Présidence du Conseil            |  | Pierre July                                      | CNIP  |
|       | Secrétaire d'État à la Présidence du Conseil            |  | André Bougenot                                   | SE    |
|       | Secrétaire d'État à l'Information                       |  | Émile Hugues                                     | RAD   |
|       | Secrétaire d'État aux Relations avec les États associés |  | Marc Jacquet (jusqu'au 30 mai 1954)              | RPF   |
|       | Secrétaire d'État aux Relations avec les États associés |  | Raymond Schmittlein (du 31 mai au 1er juin 1954) | RPF   |
|       | Secrétaire d'État aux Affaires étrangères               |  | Maurice Schumann                                 | MRP   |
|       | Secrétaire d'État à l'Intérieur                         |  | Édouard Thibault                                 | MRP   |
|       | Secrétaire d'État à la Guerre                           |  | Pierre de Chevigné                               | MRP   |
|       | Secrétaire d'État à la Marine                           |  | Jacques Gavini                                   | CNIP  |
|       | Secrétaire d'État aux Forces armées et à l'Air          |  | Louis Christiaens                                | CNIP  |
|       | Secrétaire d'État au Budget                             |  | Henri Ulver                                      | RPF   |
|       | Secrétaire d'État aux Affaires économiques              |  | Bernard Lafay                                    | RAD   |
|       | Secrétaire d'État aux Beaux-arts                        |  | André Cornu                                      | RAD   |
|       | Secrétaire d'État à l'Aviation civile                   |  | Paul Devinat                                     | RAD   |
|       | Secrétaire d'État à la Marine marchande                 |  | Jules Ramarony                                   | CNIP  |
|       | Secrétaire d'État au Commerce                           |  | Raymond Boisdé                                   | CNIP  |
|       | Secrétaire d'État à l'Agriculture                       |  | Philippe Olmi                                    | CNIP  |
|       | Secrétaire d'État à la France d'outre-mer               |  | François Schleiter                               | CNIP  |